# Eugeniusz (Bażenow)
Eugeniusz, imię świeckie: Aleksandr Bażenow (ur. 1784 w Zagłuchinie, zm. 24 czerwca?/6 lipca 1862) – rosyjski biskup prawosławny.

## Życiorys
Ukończył seminarium duchowne w Tule, a następnie Akademię Słowiańsko-Grecko-Łacińską w Moskwie (1811). Po uzyskaniu jej dyplomu został zatrudniony jako wykładowca w seminarium, którego był absolwentem. W 1818 przeszedł do pracy w seminarium w Kazaniu na analogicznym stanowisku. Wieczyste śluby mnisze złożył 16 lutego 1819, trzy dni później został wyświęcony na hierodiakona, zaś 22 lutego - na hieromnicha. 6 kwietnia tego samego roku otrzymał godność igumena i objął obowiązki przełożonego Pustelni Siedmiojezierskiej, jednak już w lipcu został przeniesiony do monasteru Opieki Matki Bożej w Symbirsku, także jako przełożony, z godnością archimandryty. Po niecałym miesiącu (14 sierpnia 1819) powierzono mu stanowisko rektora seminarium duchownego w Tobolsku, łączone z godnością przełożonego monasteru Ikony Matki Bożej "Znak" w Tobolsku. Po pięciu latach przeniesiony do seminarium duchownego w Kostromie (także jako rektor), gdzie był również przełożonym monasteru Objawienia Pańskiego.
11 czerwca 1829 wyświęcony na biskupa tambowskiego. Po trzech latach przeniesiony na katedrę mińską i grodzieńską. W 1834 otrzymał godność arcybiskupią i został egzarchą Gruzji, co łączyło się ze stałym członkostwem w Świątobliwym Synodzie Rządzącym. Od 1844 do 1856 był arcybiskupem astrachańskim, zaś od 1856 do śmierci - pskowskim i porchowskim.